# Hoz y Costeán
Hoz y Costean é um município da Espanha na província de Huesca, comunidade autónoma de Aragão, de área 57,48 km² com população de 236 habitantes (2007) e densidade populacional de 4,01 hab/km².

## Demografia
| Variação demográfica do município entre 1991 e 2004 | Variação demográfica do município entre 1991 e 2004 | Variação demográfica do município entre 1991 e 2004 | Variação demográfica do município entre 1991 e 2004 |
| --------------------------------------------------- | --------------------------------------------------- | --------------------------------------------------- | --------------------------------------------------- |
| 1991                                                | 1996                                                | 2001                                                | 2004                                                |
| 268                                                 | 275                                                 | 233                                                 | 230                                                 |